# تشارلز إي. هاو
تشارلز إي. هاو (بالإنجليزية: Charles E. Howe)‏ هو سياسي أمريكي، ولد في 27 يناير 1846، وتوفي في 23 يوليو 1911. حزبياً، نشط في الحزب الجمهوري.